# 라나이섬
라나이섬(Lānaʻi)은 하와이 제도에서 여섯 번째로 큰 섬이다. 한 때 세계 최대의 파인애플 생산지였던 라나이는 파인애플섬이라는 별명이 따라 붙을 정도였지만, 이제는 리조트 관광지로 과감한 탈바꿈을 시도하고 있는 녹색의 섬이다. 면적은 364km2로 미국에서 42번째로 큰 섬이다.
라나이 섬은 하와이 제도에 원주민들이 정착한 후에도 약 천년 동안 사람들이 살지 않아서 악령이 사는 섬으로 통했는데 실제로 농사가 잘 되지 않는 불모지였다고 한다. 섬에서 유일한 마을인 라나이 시티는 해발 488m에 자리잡고 있는데 해발 1,027m인 라나이할레 산맥으로 둘러싸여 있기 때문에 낮과 밤 기후가 늘 서늘하다. 아름드리 전나무들이 시가지를 뒤덮고 있는 이곳은 집들이 대부분 목조건물이라서 그런지 조용한 유럽 마을에 서 있는 듯한 느낌이 든다. 주유소 한 개, 식당 몇 개, 그리고 경찰서가 전부인 정도이다.